# Mauvezin-de-Sainte-Croix

Mauvezin-de-Sainte-Croix este o comună în departamentul Ariège din sudul Franței. În 1 ianuarie 2022 avea o populație de 52 de locuitori.